# Coșava, Timiș
Coșava este un sat în comuna Curtea din județul Timiș, Banat, România. Localitatea este renumită pentru portul popular specific și pentru țesăturile de interior. Biserica din lemn de aici face parte din ansamblul de biserici din lemn din zona Făgetului și este monument istoric aflat în patrimoniul național.

## Localizare
Se situează în extremitatea estică a județului Timiș, în zona etnografică a Făgetului, în zona de trecere de la câmpie la deal. Cel mai apropiat centru urban este orașul Făget, la circa 9 km vest. Localitatea este străbătută de drumul național DN 68A, Lugoj - Deva.

## Istorie

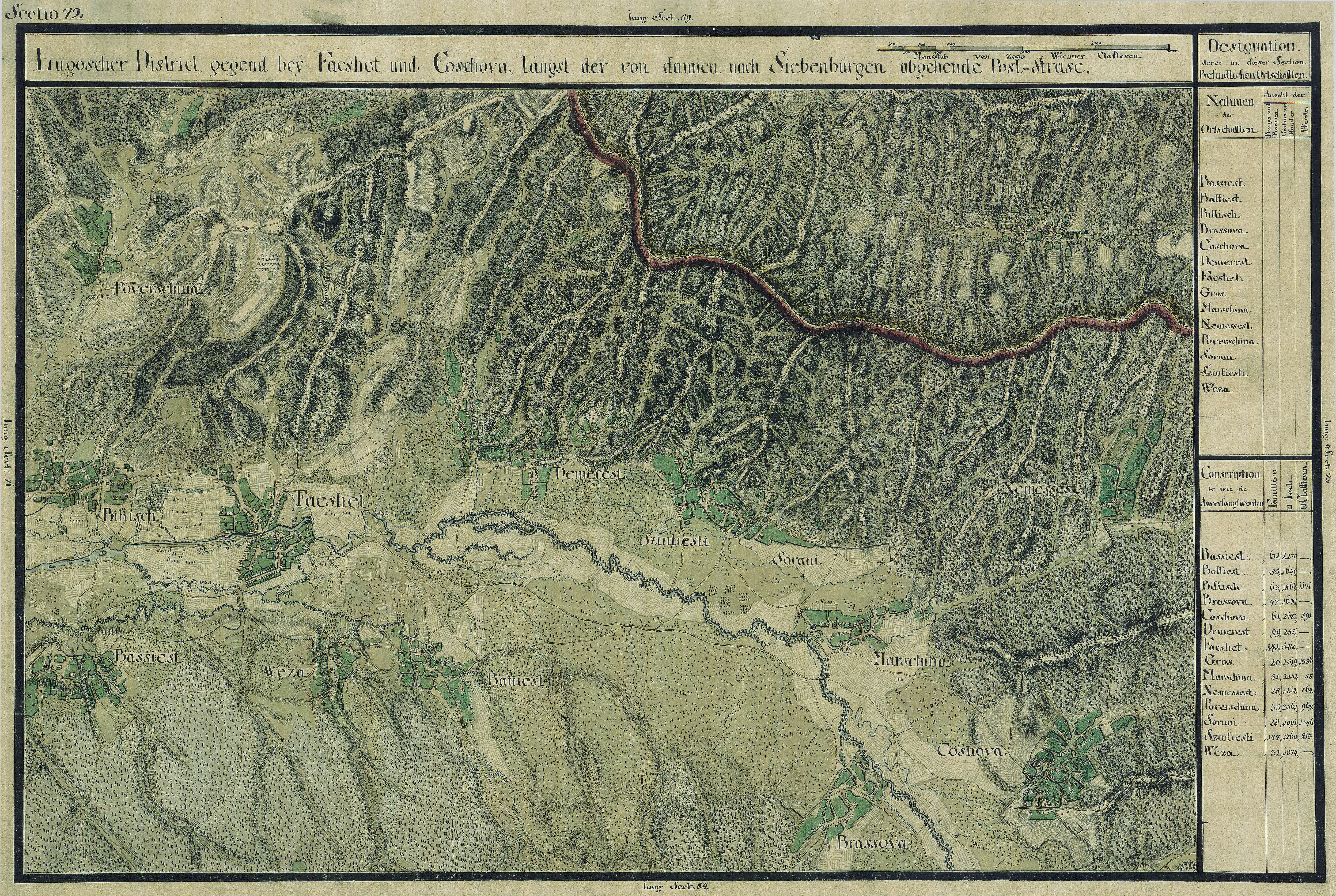
Coşava în Harta Iosefină a Banatului, 1769-72

Prima atestare documentară datează din 1405. În 1597 era donată de principele Sigismund Báthory lui Șefan Török. Atunci se numea Kosava și aparținea județului Hunedoara. La conscripția Banatului din 1717 apare menționată cu 30 de case. Administrația maghiară a mai numit-o Kossova (la 1851) și Kossõ (1913).
În popor s-a mai numit și Coșoa, Corșova, Coșiava. 
În fosta casă a poștei (vechi han din secolul XVIII, demolat în 1957), a poposit domnitorul Alexandru Ioan Cuza în 1866, când a luat calea exilului spre Heidelberg (Germania).
In padurea din apropiere, in zona numita „turcoaia” mai există și acum urmele unei vechi cetăți. Se spune că acea zonă ascunde și anumite legende și comori, așa povestesc bătrânii satului, spun ei, chiar vzute de unii dintre ei.

## Populația
Satul Coșava a fost din totdeauna un sat românesc, creștin-ortodox. La recensământul din 2002, avea o populație de 451 locuitori, dintre care 409 români (90%), 35 de țigani și 7 de altă etnie.